# Дерик Роуз
Дерик Роуз (на английски: Derrick Martell Rose) е американски баскетболист, играещ за Ню Йорк Никс и националния отбор на САЩ. Висок е 191 см и играе на позицията разиграващ гард (point guard).
Световен шампион от първенството в Турция през 2010.

## Кариера
Роден и израснал в Чикаго, Роуз от малък е ревностен фен на местния Чикаго Булс. Обявен за един от най-многообещаващите надежди на гимназиалните отбори, Роуз решава да не се пробва веднага в НБА и през 2007 г. подписва с колежанския отбор на Тигрите от Университета в Мемфис. Със средно по 14,9 точки на мач и 4,7 асистенции, той успява да класира отбора си във Финалната четворка на колежанския шампионат.
През 2008 г. решава да заиграе в НБА и е избран под номер едно в драфта от любимия си Чикаго Булс. През дебютния си сезон в Лигата е избран за Новобранец на годината. Завършва пръв сред новобранците по асистенции (6,3 на мач) и втори по точки (16,8 на мач). През 2010 г. играе в първия си Мач на звездите и става първият играч на Чикаго Булс играл в този мач след Майкъл Джордан през 1998 г. През 2011 г. печели наградата за Най-полезен играч (MVP) през редовния сезон.

## Лични рекорди
През 2011 г. Дерик Роуз печели приза за наи-полезен играч на лигата (MVP). Тогава той е едва на 23 години и става най-младият играч, който печели тази награда. Неговият рекорд е неподобрен и до днес.